# Sergio Berni
Sergio Alejandro Berni (Capilla del Señor, 3 de febrero de 1962) es un médico, militar, abogado y político argentino.Se desempeñó como ministro de Seguridad de la provincia de Buenos Aires desde el 10 de diciembre de 2019 hasta el 10 de diciembre de 2023.
Antes ocupó el cargo de viceministro de Desarrollo Social y luego titular de la Secretaría de Seguridad de la Nación y viceministro del Ministerio de Seguridad entre 2012 y 2015. Fue vocal por las Américas del Comité Ejecutivo de INTERPOL entre 2014 y 2016.

## Biografía
Aunque desarrolló casi toda su actividad profesional en el sur de Argentina, y se suele creer que tiene allí sus orígenes, Sergio Berni nació en Capilla del Señor, localidad cabecera del partido de Exaltación de la Cruz, en la provincia de Buenos Aires. Su familia era de orientación peronista y se conoce que su abuelo, un maestro rural de la región, era un gran admirador de Eva Duarte de Perón.
Se formó como médico cirujano y realizó su residencia en el Ejército Argentino, tornándose de esta forma médico militar. En esta institución hizo carrera, permaneciendo en actividad con el grado de teniente coronel, pero abocado de lleno a la actividad política. Fue pasado a retiro el 15 de febrero de 2016, durante el gobierno de Mauricio Macri. Además de ser médico cirujano, obtuvo el título de abogado. Sumado a sus títulos universitarios, es entrenador y campeón de karate.

### Comienzos en política
En 1991, fue designado por el entonces gobernador de la provincia de Santa Cruz, Néstor Kirchner, como director del hospital de Veintiocho de Noviembre. Para ese entonces, ya contaba con una larga trayectoria como médico en esa provincia. En ese doble carácter de médico y militar, se ofreció como voluntario para supervisar la salud de los mineros de Río Turbio durante una huelga que realizaron en 1994 En 1995 se casó con su esposa Agustina Propatoa quien conocía desde los 17 años.
En paralelo concluyó sus prácticas con la especialidad de cirujano en el ámbito del Ejército Argentino, donde obtuvo el grado de Teniente Coronel grado que conservaria hasta 2016 cuando durante el gobierno de Mauricio Macri fue pasado a retiro tras la firma del senador Martinez. Durante los 90 fue alpinista, entrenador y campeón de karate, buzo táctico, rescatista profesional y paracaidista.
Más tarde, se desempeñó en el Ministerio de Desarrollo Social (Argentina), en la gestión de Alicia Kirchner, como director nacional de asistencia crítica y subsecretario de abordaje territorial, llegando luego a ser viceministro y secretario de gestión y articulación en esa misma cartera.
En las elecciones legislativas del año 2011, Berni fue elegido segundo senador de la Provincia de Buenos Aires por la Segunda Sección Electoral. En diciembre de ese mismo año, asumió como vicepresidente primero del Senado, ubicándose detrás del vicegobernador Gabriel Mariotto en la línea sucesoria provincial. De hecho, estuvo a cargo de la gobernación por dos días, entre el 10 y el 12 de diciembre de 2011, hasta que el gobernador electo Daniel Scioli estuviera en condiciones de asumir el mandato para el que había sido elegido. En 2013 tras un accidente entre un ferrocarril y un colectivo se desplazó al área como secretario de Seguridad de la Nación, tras coordinar las primeras atenciones, como médico, se presentó en el lugar y colaboró y ayudó a los bomberos y personal médico a asistir a los heridos y a las personas que se encontraban atrapadas en los andenes.
En 2016, a raíz de la crisis económica que enfrentaba la provincia, como senador impulsó un proyecto para declarar la emergencia laboral en Buenos Aires por el término de un año, teniendo como objetivo frenar los despidos sin causa justa en el sector público y privado, previendo sanciones para las empresas que realicen despidos sin informar previamente las causas. Impulsó la ley provincial que establece las bases para que en todos los establecimientos educativos del país se realice mensualmente una jornada para la erradicación de la violencia de género, una iniciativa que declara la “emergencia pública” en materia social por violencia de género, y el establecimiento de albergues para mujeres que padezcan violencia.

### Secretario de Seguridad (2012-2015)

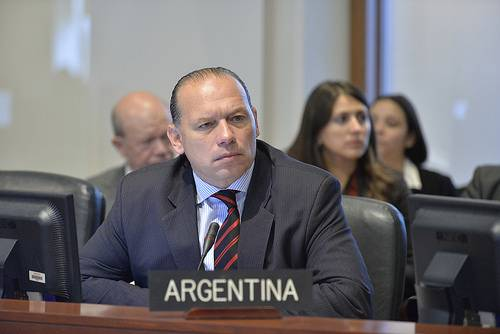
Sergio Berni como secretario de Seguridad ante la OEA.

Según el diario La Nación, Berni tiene la reputación de ser un «trabajador incansable y eficaz en la negociación de conflictos», y ha dado pruebas de esta habilidad negociadora durante el episodio de la toma y ocupación del Parque Indoamericano (en Buenos Aires) por parte de unas 1500 familias, a mediados de diciembre de 2010. En la ocasión, fue el interlocutor del gobierno nacional ante los manifestantes y, además, fijó el plan de acción de Gendarmería para el conflicto. Berni estuvo tres días y tres noches en el Parque Indoamericano y su labor ayudó a desactivar lo que pudo haber sido un estallido social en plena Ciudad de Buenos Aires.
Fue con estas credenciales que, a comienzos del año 2012, Berni fue designado por la presidenta Cristina Fernández de Kirchner como secretario de seguridad de la Nación, en reemplazo de Cristina Caamaño, y con la intención de «aumentar la capacidad de respuesta a las demandas que la sociedad produce». A poco de asumir, puso en marcha el Operativo Centinela (que consistía en el despliegue de seis mil efectivos de la Gendarmería Nacional en el conurbano bonaerense para «profundizar las actividades de prevención para resguardar la seguridad ciudadana»), con una inversión de 150 millones de pesos. En 2013, lanzó el Programa Federal de Colaboración y Asistencia para la Seguridad, cuyo principal objetivo era poner a disposición de las jurisdicciones provinciales y de la Ciudad de Buenos Aires aquellas herramientas y recursos que coadyuven al combate del delito y la criminalidad, y permitan asimismo generar ámbitos de coordinación y relación interjurisdiccionales. Se lanzaron los radares RASIT, que se desplegaron en las provincias de Jujuy, Salta, Formosa, Chaco, Corrientes y Misiones, cubriendo la frontera y las principales avenidas de aproximación identificadas por la Gendarmería Nacional Argentina de Tránsitos Aéreos Irregulares. Los relevos de escuadrones aeromóviles se realizan aproximadamente cada 30 días para la vigilancia del territorio y la lucha contra las incursiones ilegales en el país, con motivo de atacar el tráfico de drogas en las fronteras.
En 2012, puso en circulación el AFA plus, un sistema biométrico de acceso del público a los estadios, con el objetivo de identificar a sujetos violentos para que no pudiesen ingresar a ver el espectáculo, y así poder disminuir los episodios de violencia y combatir a las barras bravas. Para asistir a un partido de fútbol de Primera División y del seleccionado argentino, la idea era que cada aficionado debía estar inscripto previamente en un Padrón Nacional de Aficionados. El empadronamiento se iba a realizar como un trámite personal en las sedes de los clubes, donde cada persona que deseara ir a la cancha debía registrarse con su nombre, foto, domicilio, número de DNI, y sus huellas digitales. Se empadronaron aproximadamente 430.000 personas. De todas formas, debido a una serie de desmanejos por parte de la AFA, el sistema no terminó siendo implementado, a pesar de que hubo algunas pruebas para comprobar su funcionamiento.
Al asumir la titularidad de la secretaría, Berni afirmó que la problemática de la seguridad es un tema que preocupa a todos los argentinos, a la presidenta, a los ministros. Seguiremos fortaleciendo y profundizando este modelo de seguridad impulsado por la ministra Nilda Garré para seguir bajando los índices de criminalidad como hasta ahora. La prioridad es el compromiso, la responsabilidad y la vocación que este Ministerio pone al servicio de la ciudadanía». En noviembre de 2015, se llevó a cabo la entrega de 1000 botones antipánico a disposición de la justicia para mujeres víctimas de violencia de género.

### Vocal de Interpol
En 2018, Sergio Berni era el candidato por el kirchnerismo a integrar el Consejo de la magistratura. Sin embargo, por un acuerdo entre el PJ bonaerense, liderado por Gustavo Menéndez, y la gobernadora de la provincia de Buenos Aires, María Eugenia Vidal, fue desplazado por el senador provincial Gustavo Soos.
En vísperas de las elecciones de 2019, Sergio Berni confirmó su deseo de ser precandidato a Gobernador de la provincia de Buenos Aires por Unidad Ciudadana. Finalmente desistió, acompañando la postulación de Axel Kicillof como candidato del espacio.
En 2016, fue elegido vocal por las Américas del Comité Ejecutivo de la Interpol con 57% de los votos en la Asamblea General desarrollada en Mónaco, superando a los candidatos de Colombia y Brasil. Tras la asunción, destacó que se trata de un "reconocimiento" a la "lucha contra el narcotráfico" en la Argentina, en donde declaró que «sólo podremos triunfar sobre el crimen organizado si reforzamos el compromiso de la gestión, extendiendo nuestra solidaridad a todos los policías del mundo». Días después se reunió con Jürgen Stock, secretario general de la organización internacional, a quien ofreció acercar la Unasur a Interpol. Renunció en 2016.

### Ministro de Seguridad de la provincia de Buenos Aires
El 11 de diciembre de 2019, Berni asumió como Ministro de Seguridad de la provincia de Buenos Aires, cargo en el que fue nombrado por el gobernador Axel Kicillof.
En enero de 2020, prohibió el consumo de alcohol en la vía pública, e intimó a los boliches a que después de las 2 de la mañana no dejasen ingresar a nadie más. En enero de ese año, lanzó un nuevo operativo Sol con 12.466 policías afectados, junto con 3.000 refuerzos de distintas localidades bonaerenses que fueron redistribuidos a lo largo de toda la Costa Atlántica bonaerense. En diciembre de 2019, comenzó a estudiar un nuevo sistema que ayude a la prevención de los femicidios formando un equipo integrado, entre otros, por el reconocido psiquiatra Enrique De Rosa.

#### Proyecto de reforma de la policía bonaerense
Al asumir, Sergio Berni se refirió a la crisis en su área y a la necesidad de hacer una “reforma” para el perfeccionamiento de la policía bonaerense. Además, apuntó a la herencia que recibió de parte de María Eugenia Vidal, destacando que en las fuerzas había hombres mal entrenados que están en la calle sin ninguna cadena de control, y que de 90 mil efectivos de la policía bonaerense había, al llegar él, 40 mil sumariados en funciones. Asimismo, apeló a datos de la Procuración General bonaerense para advertir el aumento de delitos en los últimos años. Negó que hubiesen desaparecido los secuestros extorsivos en territorio bonaerense como afirmó la gestión de Vidal. Respecto a la doctrina Chocobar, opinó que fue ensayada entre gallos y medianoches por parte de la ministra (Patricia Bullrich), y que ese caso es tan sólo "la visibilización de la mala capacitación de la policía local". También, al hacer un balance del estado de la policía bonaerense que encontró al asumir, destacó que el 20% de las policías locales no tenían la preparación adecuada, que no poseían línea de mando, y que de los 20 mil muchos son nominales (no trabajan); declaró igualmente: «y que haya 36 mil sumarios de policías es como cuando en una escuela repite el 70% del alumnado».
En febrero de 2020, comenzó a elaborar un proyecto de gestión para transformar la Policía bonaerense basado en la unificación de tareas y reentrenamiento; el proyecto establecía crear un comando único para ordenar a las distintas fuerzas. Propuso cambiar la formación de nuevos efectivos por dos vías: la revisión de los actuales planes de estudio, aumentar los tiempos de aprendizaje y la posibilidad de enviar a reentrenamiento a uniformados ya en funciones; modernizar los planes de estudio de las academias policiales, para buscar una mayor “profesionalización” de los nuevos efectivos. También unifica las fuerzas de seguridad, ya que actualmente en los distritos conviven hasta seis policías diferentes (la Policía Local, la Policía Comunal, el Comando de Patrulla, la DDI y la Policía Científica), y crea una "mesa de coordinación" que vincula a los municipios con el Ministerio de Seguridad y con el jefe de la estación de policía.
En enero de 2020, prohibió el consumo de alcohol en la vía pública, e intimó a los boliches a que después de las 2 de la mañana no dejasen ingresar a nadie más.En enero de ese año, lanzó un nuevo operativo Sol con 12.466 policías afectados, junto con tres mil refuerzos de distintas localidades bonaerenses que fueron redistribuidos a lo largo de toda la Costa Atlántica bonaerense.

#### Paro policial de 2020
En septiembre de 2020, se produjo un paro policial frente a la quinta presidencial de Olivos y la residencia del gobernador en la La Plata levantado con fondos que el gobierno nacional retomó luego de que el gobierno de Mauricio Macri se los entregara a la ésta de forma irregular, perjudicando al resto de las provincias argentinas.

## Críticas
Se ha cuestionado su responsabilidad como secretario de Seguridad cuando un gendarme habría simulado un atropello mientras un militar retirado, de apellido Galeano a modo de agente provocador. Galeano actuaba como asesor personal.
En marzo de 2023 la Procuración bonaerense dirigida por Julio Conte Grand presentó El informe sobre materia penal en la provincia con respecto a los homicidios el reporte índico que se produjo ese año 759 homicidios en la provincia un 10,2 por ciento menos que en 2022 y un 27,1% menos que en 2018. Así, la tasa de homicidios provincial desciende a 4,27 casos por 100 mil habitantes
En 2023, aumentó y actualizo las multas que deben pagar los conductores por cometer una infracción de tránsito.

## Caso del chófer de la línea 620 del 2023
En 2023 Berni, fue golpeado por un grupo de personas; recibió golpes de puño y pedradas en su rostro y cabeza, debido a que no tenía la protección necesaria, siendo trasladado a un hospital debido a la gravedad de las heridas y hospitalizado por unas horas.
Las investigaciones de la fiscalía apuntaron a un grupo de infiltrados del PRO del entorno de Patricia Bullrich los atacantes ya habían aparecido en actos de militancia y encuentros de la precandidata presidencial de Juntos por el Cambio. 
 de uno de los que le dio un puñetazo a Berni, que habían participado de la protesta en videos y fotos de actos que había protagonizado Patricia Bullrich. otro de los atacantes era candidato a concejal de Cambiemos.
El 6 de abril de 2023 fueron detenidos cinco hombres por las agresiones, los agresores fueron identificados por las camaras de televisión tras reconocerse por haber participado días antes en el mismo lugar en un spot electoral de Patricia BullrichBerni opinó que es necesario cumplir con los protocolos para proteger la vida de los efectivos policiales.